# Siegfried Schwela
Siegfried Schwela (* 3. Mai 1905 in Cottbus; † 10. Mai 1942 in Auschwitz) war deutscher SS-Hauptsturmführer und Standortarzt im KZ Auschwitz.
Siegfried Schwela, Sohn des sorbischen Pfarrers und Mitbegründers der Domowina Bogumił Šwjela, studierte Medizin und wurde 1934 an der Universität Heidelberg promoviert. Bereits seit 1929 war er Mitglied der NSDAP (Mitgliedsnummer 169.110) und seit 1932 der SS (SS-Nr. 33.800).
Nach Ausbruch des Zweiten Weltkrieges war Schwela ab Oktober 1939 bei der Einwandererzentralstelle in Lodz tätig. Im August 1941 wurde er als Lagerarzt in das KZ Auschwitz versetzt. Danach war Schwela noch einige Monate als leitender Lagerarzt im KZ Stutthof tätig. Vom 21. März 1942 bis zum 10. Mai 1942 fungierte er als Standortarzt im KZ Auschwitz. Im Frühjahr 1942 erkrankte er an Fleckfieber und starb an den Folgen dieser Erkrankung am 10. Mai 1942.